# Содано, Анджело
Анджело Содано (итал. Angelo Sodano; 23 ноября 1927 года, Асти, Пьемонт, королевство Италия, — 27 мая 2022 года, Рим, Италия) — итальянский куриальный кардинал. Титулярный архиепископ Нова ди Чезаре с 30 ноября 1977 по 28 июня 1991. Апостольский нунций в Чили с 30 ноября 1977 по 23 мая 1988. Секретарь Совета по общественным делам Церкви с 23 мая 1988 по 1 марта 1989. Секретарь по отношениям с государствами с 1 марта 1989 по 1 декабря 1990. Про-государственный секретарь Святого Престола с 1 декабря 1990 по 29 июня 1991. Вице-декан Коллегии кардиналов с 30 ноября 2002 по 30 апреля 2005 года. Декан Коллегии кардиналов с 30 апреля 2005 по 21 декабря 2019. Кардинал-государственный секретарь Святого Престола с 29 июня 1991 по 15 сентября 2006. Кардинал-священник с титулом церкви Санта-Мария-Нуова с 28 июня 1991. Кардинал-епископ Альбано с 10 января 1994. Кардинал-епископ Остии с 30 апреля 2005 по 21 декабря 2019.
Первоначально назначен Папой римским Иоанном Павлом II и затем повторно назначен Папой римским Бенедиктом XVI. Стал про-государственным секретарём 1 декабря 1990 года и полным Государственным секретарём Его Святейшества, как только он был назван кардиналом на консистории 28 июня 1991 года. В апреле 2005 года наследовал кардиналу Ратцингеру как декан Коллегии кардиналов. Кардинал Содано — первый человек с 1828 года, который одновременно занимал посты декана Коллегии кардиналов и Государственного секретаря Святого Престола.
22 июня 2006 года было объявлено, что Папа, в соответствии с каноном 354 Кодекса канонического права, принял отставку кардинала Анджело Содано, требуя от него, тем не менее, остаться при исполнении служебных обязанностей до 15 сентября 2006 года со всеми полномочиями, свойственными этому посту. В тот же самый день Папа назначил кардинала Тарчизио Бертоне, архиепископа Генуи, новым Государственным секретарём Святого Престола. Его Святейшество дал аудиенцию старшим и должностным лицам Государственного секретариата в Швейцарском Зале дворца в Кастель-Гандольфо, чтобы отдать публичную благодарность кардиналу Анджело Содано и его продолжительному и великодушному служению Святому Престолу.

## Начало карьеры
Уроженец провинции Асти, Италия. Изучал философию и теологию в семинарии города Асти. Получил докторскую степень по теологии в Папском Григорианском университете и по каноническому праву в Папском Латеранском университете.
Содано был посвящён в священники 23 сентября 1950 года и провёл первые годы после этого, преподавая догматическую теологию в приходских семинариях. В 1959 году он перебрался в Рим и поступил на дипломатическую службу Папского престола. Работал секретарём апростольских нунциатур в Эквадоре, Уругвае и Чили, получив в итоге титул монсеньора. В день, когда был избран папа римский Павел VI (21 июня 1963) Содано был назначен Капелланом Его Святейшества. В 1968 году стал должностным лицом Совета Общественных Дел Церкви Римской курии.

## Дипломат
30 ноября 1977 года Содано был назначен титулярным архиепископом Нова ди Чезаре и апостольским нунцием в Чили, одной из стран, где он служил секретарём апостольской нунциатуры. Во время работы нунцием он начал длительную дружбу с тогдашним президентом Чили Аугусто Пиночетом, за что подвергался критике прогрессистов в последующие годы, так как не выступал по поводу исчезновений людей в Чили. Перед назначением на этот пост Содано возвратился в Асти, где был рукоположён в епископы. Он вернулся в Рим в 1988 году уже в качестве секретаря Совета по общим делам Церкви. В 1989 году это учреждение стало называться Секцией отношений с государствами Государственного секретариата Святого Престола, а возглавляющий его священнослужитель (Секретарь по отношениям с государствами) иногда неофициально именуется «Министром иностранных дел Ватикана»).

## Кардинал-епископ
10 января 1994 году Иоанн Павел II назвал Содано кардиналом-епископом субурбикарной епархии Альбано, и 30 ноября 2002 года, ровно через 25 лет после того, как он был рукоположён в епископы, он был избран вице-деканом Коллегии кардиналов, наследуя кардиналу Йозефу Ратцингеру, занявшему пост декана. С избранием Ратцингера папой римским Бенедиктом XVI Содано исполнял обязанности декана на папской инаугурации Бенедикта XVI. 30 апреля 2005 года Бенедикт XVI утвердил избрание Содано на пост декана Коллегии кардиналов шестью субурбикарными кардиналами-епископами. Помимо это Содано был назначен епископом Остии.

## Конклав 2005 года
Когда Содано достиг 75-летнего возраста, в 2002 году, он обратился к папе Иоанну Павлу II с просьбой об отставке. Папа пригласил его остаться Государственным секретарём, хотя 75 лет — общепринятый возраст отставки для глав главных ватиканских учреждений (для отставки декана и вице-декана Коллегии кардиналов нет никакого ограничения по возрасту). Он был близок к Иоанну Павлу II, хотя некоторые специалисты называют его менее выдающимся Государственным секретарём, чем его предшественники.
После смерти папы Иоанна Павла II в 2005 году, несмотря на свою влиятельность в Ватикане, Содано редко назывался одним из папабилей (кардиналы, рассматривающиеся в качестве наиболее вероятных претендентов на папский престол), в первую очередь, из-за своего преклонного возраста (хотя кардинал Содано и моложе преемника Иоанна Павла II Бенедикта XVI на семь месяцев), а также из-за отсутствия опыта работы вне Римской курии. Содано был, однако, одним из кардиналов-избирателей, которые участвовали в 2005 году в папском Конклаве, который избрал папой римским кардинала Йозефа Ратцингера.
После смерти Иоанна Павла II полномочия Содано на посту государственного секретаря Ватикана истекли. Однако, несмотря на почтенный возраст, он был вновь назначен на этот пост Бенедиктом XVI 21 апреля 2005 года.
Кардинал Содано, наряду с кардиналом Ратцингером, был одним из наиболее влиятельных лиц в Римской курии на закате понтификата Иоанна Павла II. Самый влиятельный бюрократ курии, как говорят в Ватикане, договорился с Ратцингером о поддержке кандидатуры последнего на конклаве в обмен на сохранение за собой поста государственного секретаря.
15 сентября 2006 года кардинал Содано покинул пост «премьер-министра» Ватикана, но остался деканом Коллегии кардиналов и влиятельным куриальным сановником в ближайшем окружении Бенедикта XVI.
23 ноября 2007 года кардиналу Содано исполнилось 80 лет и он потерял право участвовать в Конклаве.
21 декабря 2019 года Папа Франциск принял отставку с поста декана Коллегии кардиналов кардинала Анджело Содано, которому он присвоил титул декана-эмерита Коллегии кардиналов.
Скончался 27 мая 2022 года в Риме от пневмонии, вызванной COVID-19.

## Награды
- Кавалер Большого креста ордена «За заслуги перед Итальянской Республикой» (1988 год)[6].
- Кавалер Высшего ордена Святого Благовещения
- Орден «Достык» I степени (Казахстан, 21 сентября 2001 года)[7].
- Цепь ордена Звезды Румынии (2004 год).
- Кавалер Большого креста ордена Заслуг перед Республикой Польша (5 октября 2006 года)[8].
- Кавалер Большого креста ордена Христа (Португалия, 21 декабря 1990 года)[9].
- Крест Президента Словацкой Республики I степени (Словакия, 28 октября 2002 года)[10]